# Artibeus fraterculus
Artibeus fraterculus es una especie de murciélago de la familia Phyllostomidae.

## Distribución geográfica
Se encuentra en Ecuador y Perú.